# Lijst van burgemeesters van Overpelt
Dit is een chronologische lijst van burgemeesters van de Belgische gemeente Overpelt vanaf de 19de eeuw tot op heden.
| periode     | naam burgemeester                       | opmerking                                                     |
| ----------- | --------------------------------------- | ------------------------------------------------------------- |
| 1824 - 1866 | Jan Antoon Valentijns (1794-1875)       | voordien schout                                               |
| 1867 - 1872 | Peter Henricus Laenen (1804-1895)       | voordien eerste schepen van 1836 tot 1866                     |
| 1873 - 1887 | Ignatius Hubertus Missotten (1835-1887) | notaris                                                       |
| 1887 - 1890 | Pieter Jan Valentijns                   |                                                               |
| 1891 - 1896 | Paul Antoon Emile Smets                 |                                                               |
| 1896 - 1912 | Antoon Van Lindt (1842-1912)            | voordien eerste schepen van 1890 tot 1896                     |
| 1913 - 1931 | Frans Van Gaal (?-1931)                 |                                                               |
| 1932 - 1942 | Petrus Gerard Van Lindt (1879-1961)     | neef van Antoon Van Lindt, voordien schepen van 1921 tot 1932 |
| 1942 - 1944 | ?                                       | oorlogsburgemeester                                           |
| 1944 - 1958 | Petrus Gerard Van Lindt (1879-1961)     |                                                               |
| 1959 - 1970 | Gilbert Seresia (1922-2007)             | notaris                                                       |
| 1971 - 1977 | René Evers (1926-2002)                  |                                                               |
| 1977 - 1982 | Marcel Sleurs (1925-1982)               | CVP                                                           |
| 1983 - 2006 | Karel Pinxten (1952)                    | CVP tot 2002, daarna VLD; van 1994 tot 1999 eveneens minister |
| 2006 - 2006 | Gerard Bloemen (1939)                   | CD&V                                                          |
| 2007 - 2018 | Jaak Fransen (1970)                     | CD&V                                                          |